# Bosljiva Loka
Bosljiva Loka este o localitate din comuna Osilnica, Slovenia, cu o populație de 27 de locuitori.